# 小林忠嗣
小林 忠嗣（こばやし ただし、1947年 - ）は、京都府出身の日本の経営者。「サンマルク」や「ガリバーインターナショナル」「牛角」など名だたる企業を上場に導いたFC（フランチャイズ）界の第一人者である。
将来の日本を担う人材を0歳から育成するという構想の下、2011年「ベビーパーク」を運営する株式会社TOEZを設立。現在、0歳から15歳までの子どもたちを対象とした一貫教育機関として、600以上の教室を全国展開している。

## 経歴
1947年11月 - 京都市に生まれる。1964年7月 - 京都市にて父親が株式会社小林生産技術研究所を設立。
1965年4月 - 京都大学工学部精密機械工学科に入学。1969年4月 - 京都府京都市中京区に本社を置く株式会社島津製作所に新卒で入社。1970年4月、株式会社小林生産技術研究所（後の株式会社エル・シー・エーホールディングス）に入社。1979年5月に株式会社日本エル・シー・エー代表取締役社長に就任。
1986年3月 - 株式会社ベンチャー・リンク（後の株式会社C&I Holdings）設立。代表取締役社長に就任、以降全国の地方銀行、信用金庫、160以上の金融機関と提携し、12万社の企業を会員としたビジネスマッチングサービスを展開。
1991年5月 - サンマルクと業務提携。1995年3月 - 株式を店頭公開。1995年12月 - ガリバーインターナショナルと業務提携。1997年1月 - タスコシステムと業務提携。1997年12月 - レインズインターナショナル（現・レックス・ホールディングス）と業務提携。2001年3月、東京証券取引所1部上場を果たした。
2002年12月－病気療養 - 病気療養。取締役会長職を退任しビジネスの一線から退く。会社業績は急速に悪化し赤字に転落。株主からの要請で1年も経たずに2002年8月 - 出資者の要請を受け代表取締役会長として復帰。以後、主力FCブランドのグループからの離脱や訴訟トラブルなどでベンチャー・リンクの経営は悪化。
2009年2月 - 日本振興銀行とNISパートナーズ・ファンド1号投資事業組合との資本・業務提携。同時に、代表取締役を辞任、取締役会長も2009年3月退任。ベンチャー・リンクは日本振興銀行傘下に入る。2010年日本振興銀行が破綻したことによってベンチャー・リンクも2012年3月民事再生法の適用を申請。
2011年2月 - 「TOEZベビーパーク」を運営する株式会社TOEZを設立。代表取締役社長に就任。

## 人物

### 生い立ち〜新卒時代
京都で生まれ育ち、京都大学工学部精密機械工学科に進学。卒業後京都に本社を構える株式会社島津製作所に新卒で入社するが、約半年で退社し父親が代表を勤める小林生産技術研究所へ。忠嗣の父親は、学校の先生をしながら、国家資格である技術士の認定試験に受かり、小林生産技術研究所を創業。メーカーなどの製造工程の自動化を推進する機械を、京都の清水焼（きよみずやき）、京友禅、京銘菓八ツ橋などの企業に導入し、事業を拡大していた。
忠嗣も父親に呼ばれ事業を手伝いはじめるが、直後に世界経済全体を巻き込むオイルショックが起こり、自動機械が全く売れなくなるなど時代の波に翻弄される。

### 株式会社日本エル・シー・エー時代
小林生産技術研究所は忠嗣が中心となり、中小企業向けの経営コンサルティングへ事業の方向性を転換すると事業は急拡大。銀行の経営顧問に就任したり、講演会では人気講師になり、やがて若くして代表取締役社長になる。
同時に、小林生産技術研究所は株式会社日本エル・シー・エー（リンクコンサルタントアソシエイツ）に社名変更。「日本に優秀な経営者を増やすことが国の豊かさに繋がる」という思いから、『起業家輩出機関』という理念の下、様々な経営施策を打ち出す。その一つが同社に入社して10年間コンサルタントを経験した社員は、お客様をそのまま持っていつでも独立できるという制度を構築する。
画期的な取り組みが話題を呼び、優秀な人材が続々と集まり会社は成長するが、自らリスクをとって独立する人は少なかった。それならと弟に社長の座を譲り、忠嗣は新しい会社を立ち上げる。

### 株式会社ベンチャー・リンク時代
1986年3月。38歳で株式会社ベンチャー・リンクを創業。
当時、地方銀行が県外に支店を出せない規制があり、地元の企業を育成するしか生きていく道がなかった。そのことに着目した小林は、地域を越えて人と人、会社と会社との出会いを仲介する仕組みに価値を見いだし、160以上の地方銀行・信用金庫・信用組合とタイアップして「ビジネスクラブ」を結成。その後、10万社以上の中堅中小企業を集めたコンピューターネットワークを構築し、月5000円の会費を徴収してビジネス情報をタイムリーに発信するビジネスモデルを確立した。
さらに10万社を超える会員ネットワークを活かしFC（フランチャイズ）支援事業に進出。「ビジネスの種を見つけ、それを自ら支援してFC本部として成功させ上場させる」をコンセプトに、サンマルク、ガリバーインターナショナル、レインズインタ―ナショナル（牛角）などを立て続けに成功させ、15社を超える中小企業を上場企業へ導く。株式会社ベンチャー・リンクも2001年3月東京証券取引所1部上場を果たす。

### 病気療養。会長職就任から退任時代
東証一部上場1年後、忠嗣は病気を患いビジネスの第一線から退くことになる。この間急速な業績悪化に襲われ、外部株主からの要請で会長職に復帰。
しかし、程なくしてFC提供会社がベンチャー・リンクとの提携を解消し、主力ブランドのグループからの離脱が起こる。同社は赤字へ転落し、経営を立て直すために忠嗣も現場復帰したが、一度狂った歯車は簡単には元に戻らない。
拡大した組織の余剰人員の整理、さらには未開店の加盟料の補償や訴訟トラブルなどさまざま問題を抱え業績が急速に悪化。ベンチャー・リンクの業績の急降下は、そのまま「FCバブルの崩壊」と評された。
当時の社長だった松本信彦から2008年12月31日に日本振興銀行からの支援を受けるために「会長職を退いてほしい」と言われ、社員のリストラをせずにすむのならと退社を決意。しかし、救世主のはずの日本振興銀行が2010年に経営破綻。ベンチャー・リンクは持株会社化の後、事業再編を進めたが、2012年3月12日に東京地裁へ民事再生法の適用を申請し、同日保全命令を受けた。

### 株式会社TOEZ時代
2011年2月、ベンチャー・リンクを退いてから手がけていた複数の事業や社員を全て移管し、教育事業に進出。忠嗣は0歳から3歳までの育児教育を行う株式会社TOEZを設立し、代表取締役社長に就任する。
当時、日本は失われた20年と言われ、OECD（経済協力開発機構）諸国内1位だった一人当たりのGDPは、米、英、仏、独、伊全てに抜かれ停滞を続けていた。さらには、中国経済の伸びや地政リスクからも、この事態を打開するために日本の教育制度を改革し、圧倒的に優秀な日本国民を作るしかないと決意する。
忠嗣が長年培ってきた経験や知識、そしてFCの仕組みを取り入れ、現在では0歳から15歳までの子どもたちを対象とした一貫教育機関として、600以上の教室を全国展開している。

## 主な著書
- 「フランチャイズビジネスの本質~個人資産100億円の夢を実現する」（リスナーズ）
- 「社長が自分と自分の会社を診断する本」（日本実業出版社）
- 「事務・間接部門のTQC―これですべて問題解消!」（日本実業出版社）
- 「QCサークル成功の条件」（日本実業出版社）
- 「DIPS実践レポート 曖昧排除・凡事徹底」（ダイヤモンド社）
- 「DIPS(ディップス)実践によるセールスパワー倍増プログラム」（ダイヤモンド社）
- 「トップと経営幹部のためのDIPS」（ダイヤモンド社）
- 「DIPS(ディップス)実践による学生が(を)ビジネスマンになる(する)ための本」（ダイヤモンド社）
- 「DIPS(デイップス)運動」（ダイヤモンド社）
- 「インストアバンキング」（ダイヤモンド社）
- 「知的生産性向上システムDIPS」（ダイヤモンド社）
- 「DIPSWARE 個とチームのマネジメント革新」（ダイヤモンド社）
- 「ワークスタイル革命―パソコンによるDIPS実践」（ダイヤモンド社）
- 「メガフランチャイジー戦略」（ダイヤモンド社）
- 「DIPS(ディップス)実践によるホワイトカラーの「生産性向上」と「時短」推進―サラリーマンの意識革命」（ダイヤモンド社）
- 「マルチ・レベル・マーケティング(MLM)」（ダイヤモンド社）
- 「DIPS(ディップス)実践による金融機関「渉外活動」の革新」（ダイヤモンド社）
- 「DIPSによる住宅産業の経営革命」（ダイヤモンド社）
- 「人事の戦略的革新―DIPS(ディップス)実践による」（ダイヤモンド社）
- 「金融渉外マンのDIPS(ディップス)〈実践編〉」（ダイヤモンド社）
- 「DIPSによるリエンジニアリング」（ダイヤモンド社）
- 「起業のマネジメント」（PHP研究所）
- 「メディアDIPS革命」（PHP研究所）
- 「DIPSとは何か―知的生産性向上システムの全ノウハウ」（PHP研究所）
- 「人格教育への挑戦」（キングベアー出版）
- 「病・医院経営の安定化・効率化をいかに図るか 9」（メジカルビュー社）